# 경찰 야구단
경찰 야구단(영어: Korean Police Baseball Team)은 KBO 퓨처스리그의 야구단 중 하나였다.

## 개요
2005년 6월 23일 KBO로부터 야구단 창단 제안서를 접수받아 2005년 12월 1일에 창단하였고 2006년부터 2019년까지 2군 리그에 참가하였으며, 숙소와 구장은 경기도 고양시 덕양구 내유동 서울지방경찰청 경찰수련원 내에 있는 경찰 야구단 야구장을 사용하였다. 대한민국 경찰청의 서울지방경찰청 소속으로 구단주는 서울지방경찰청장이 겸임하였다. 상무처럼 병역을 함께할 수 있는 장점이 있으며, 2011년 퓨처스리그에서 처음으로 정상에 올랐다.
2019년부터 예전 고양 원더스처럼 번외경기로 참가하다가 2019년 7월 30일 해단식을 열었고 8월 12일 모든 선수가 전역하고 해체되었다.

## 역대 감독
| 대수 | 이름   | 취임   | 퇴임   |
| ---- | ------ | ------ | ------ |
| 1대  | 김용철 | 2005년 | 2008년 |
| 대행 | 정현발 | 2008년 | 2008년 |
| 2대  | 유승안 | 2009년 | 2019년 |

## 역대 코치
| 보직         | 이름   | 취임   | 퇴임   |
| ------------ | ------ | ------ | ------ |
| 수석코치     | 정현발 | 2006년 | 2007년 |
| 코치         | 임기정 | 2006년 | 2008년 |
| 투수코치     | 윤학길 | 2007년 | 2007년 |
| 투수코치     | 홍민구 | 2007년 | 2010년 |
| 타격코치     | 정현발 | 2008년 | 2008년 |
| 투수코치     | 김경원 | 2009년 | 2011년 |
| 타격코치     | 전대영 | 2009년 | 2010년 |
| 수비코치     | 정영기 | 2009년 | 2009년 |
| 수비코치     | 김수길 | 2010년 | 2012년 |
| 수석코치     | 전대영 | 2011년 | 2012년 |
| 투수코치     | 진필중 | 2012년 | 2013년 |
| 타격코치     | 동봉철 | 2012년 | 2012년 |
| 배터리코치   | 심광호 | 2012년 | 2012년 |
| 배터리코치   | 강진규 | 2012년 | 2014년 |
| 수석코치     | 김수길 | 2013년 | 2019년 |
| 수비코치     | 김동건 | 2014년 | 2019년 |
| 배터리코치   | 최승환 | 2014년 | 2015년 |
| 트레이닝코치 | 정영   | 2014년 | 2019년 |
| 배터리코치   | 현철민 | 2015년 | 2016년 |
| 투수코치     | 김경원 | 2016년 | 2017년 |
| 투수코치     | 이한진 | 2016년 | 2019년 |
| 타격코치     | 조중근 | 2016년 | 2018년 |
| 트레이닝코치 | 한지빈 | 2016년 | 2017년 |
| 배터리코치   | 박노민 | 2017년 | 2017년 |
| 투수코치     | 강영식 | 2018년 | 2018년 |
| 배터리코치   | 나성용 | 2018년 | 2019년 |
| 트레이닝코치 | 박우혁 | 2018년 | 2019년 |

## 역대 프런트
| 보직     | 이름   | 취임        | 퇴임        |
| -------- | ------ | ----------- | ----------- |
| 구단주   | 이기묵 | 2005년      | 2005년      |
| 구단주   | 한진호 | 2006년      | 2006년      |
| 구단주   | 홍영기 | 2006년      | 2007년      |
| 구단주   | 어청수 | 2007년      | 2008년      |
| 구단주   | 한진희 | 2008년      | 2008년      |
| 구단주   | 김석기 | 2008년      | 2009년      |
| 구단주   | 주상용 | 2009년      | 2010년      |
| 구단주   | 조현오 | 2010년      | 2010년      |
| 구단주   | 이성규 | 2010년      | 2011년      |
| 구단주   | 이강덕 | 2011년      | 2012년      |
| 구단주   | 김용판 | 2012년      | 2013년      |
| 구단주   | 김정석 | 2013년      | 2013년      |
| 구단주   | 강신명 | 2013년      | 2014년      |
| 구단주   | 구은수 | 2014년      | 2015년      |
| 구단주   | 이상원 | 2015년      | 2016년      |
| 관리반장 | 한상재 | 2015년      | 2019년      |
| 구단주   | 김정훈 | 2016년      | 2017년      |
| 구단주   | 이주민 | 2017년      | 2018년      |
| 구단주   | 원경환 | 2018년      | 2019년      |
| 구단주   | 이용표 | 2019년      | 2019년      |
| 트레이너 | 이용래 | 2013년 이전 | 2013년 이후 |

## 연도별 주전 선수
| 연도 | 투수   | 포수   | 1루수  | 2루수  | 유격수 | 3루수  | 좌익수 | 중견수 | 우익수 | 지명타자 |
| ---- | ------ | ------ | ------ | ------ | ------ | ------ | ------ | ------ | ------ | -------- |
| 2006 | 심세준 | 이경환 | 곽용섭 | 손주인 | 조인신 | 장준영 | 최형우 | 최현종 | 김만윤 | 김태완   |
| 2007 | 조용원 | 서성종 | 곽용섭 | 손주인 | 이상훈 | 김태완 | 최형우 | 최현종 | 송수근 | 최진행   |
| 2008 | 차정민 | 양의지 | 최훈락 | 김용섭 | 송승민 | 이시찬 | 이도윤 | 양영동 | 황동채 | 조영훈   |
| 2009 | 차정민 | 양의지 | 최훈락 | 김용섭 | 전현태 | 송승민 | 이도윤 | 양영동 | 황동채 | 조영훈   |
| 2010 | 우규민 | 최재훈 | 권영진 | 유재신 | 권영준 | 허경민 | 김종찬 | 전민수 | 우동균 | 연경흠   |
| 2011 | 조현근 | 최재훈 | 권영진 | 권영준 | 박용근 | 허경민 | 김종찬 | 민병헌 | 박건우 | 정현석   |
| 2012 | 윤지웅 | 장성우 | 이인행 | 김지수 | 박용근 | 김회성 | 오현근 | 민병헌 | 박건우 | 정현석   |
| 2013 | 장원준 | 장성우 | 유민상 | 백진우 | 오태곤 | 김회성 | 오정복 | 윤중환 | 김다원 | 문선엽   |
| 2014 | 임기준 | 한승택 | 유민상 | 강승호 | 최윤석 | 장영석 | 양성우 | 오준혁 | 이천웅 | 배영섭   |
| 2015 | 이정담 | 강진성 | 이성곤 | 강승호 | 신본기 | 최윤석 | 이천웅 | 배영섭 | 김인태 | 전준우   |
| 2016 | 이인복 | 김재성 | 윤형준 | 유영준 | 신본기 | 이성곤 | 박찬도 | 박준태 | 박준혁 | 전준우   |
| 2017 | 김태훈 | 김재성 | 윤형준 | 유영준 | 양원혁 | 이지찬 | 홍창기 | 정수빈 | 박준태 | 박찬도   |
| 2018 | 박준표 | 김태군 | 윤승열 | 김영환 | 이성규 | 김태진 | 배정대 | 정수빈 | 홍창기 | 임지열   |
| 2019 | 조병욱 | 김태군 | 김주현 | 서예일 | 이성규 | 김민수 | 송우현 | 김호령 | 이진영 | 고장혁   |

## 역대 선발진
| 연도 | 1선발  | 2선발  | 3선발  | 4선발  | 5선발  |
| ---- | ------ | ------ | ------ | ------ | ------ |
| 2006 | 심세준 | 조용원 | 윤경영 | 이석만 | 이경민 |
| 2007 | 조용원 | 심세준 | 김장준 | 윤경영 | 최영주 |
| 2008 | 차정민 | 신용운 | 손승락 | 홍성균 | 원종현 |
| 2009 | 차정민 | 손승락 | 노병오 | 원종현 | 한승엽 |
| 2010 | 우규민 | 임창민 | 이승우 | 오준형 | 조현근 |
| 2011 | 우규민 | 조현근 | 임창민 | 최원제 | 여건욱 |
| 2012 | 윤지웅 | 정회찬 | 여건욱 | 양지훈 | 배민관 |
| 2013 | 장원준 | 윤지웅 | 구본범 | 양훈   | 진야곱 |
| 2014 | 임기준 | 신재영 | 진야곱 | 양훈   | 이형범 |
| 2015 | 이정담 | 신재영 | 임치영 | 이형범 | 윤영삼 |
| 2016 | 이인복 | 박정수 | 송윤준 | 이윤학 | 홍정우 |
| 2017 | 이대은 | 김태훈 | 변시원 | 이인복 | 이종석 |
| 2018 | 박준표 | 이대은 | 홍성민 | 조한욱 | 한승혁 |
| 2019 | 조병욱 | 전용훈 | 김태현 | 한승지 | 김성한 |

## 역대 마무리
| 2006   | 2007   | 2008   | 2009   | 2010   | 2011   | 2012   |
| ------ | ------ | ------ | ------ | ------ | ------ | ------ |
| 라형진 | 이석만 | 노병오 | 신용운 | 최원제 | 전유수 | 나승현 |
| 2013   | 2014   | 2015   | 2016   | 2017   | 2018   | 2019   |
| 허유강 | 장현식 | 장현식 | 이종석 | 홍성민 | 김태현 | 임대한 |

## 같이 보기
- KBO 퓨처스리그
- 상무 야구단
- 대한민국 경찰청
- 아산 무궁화 축구단